# Елізабет Бергнер
Елізабет (Елла Еттель) Берґнер (нім. Elisabeth Bergner; 22 серпня 1897, Дрогобич, Австро-Угорщина — 12 травня 1986, Лондон) — австрійська акторка театру та кіно (Німеччина, Австрія), перша відома голлівудська акторка з території України.

## Життєпис
Народилася 22 серпня 1897 року в Дрогобичі, у єврейській родині та отримала подвійне ім'я: Елла та Еттель (нім. Ella vel Ettel). Її батьками були євреї: торговець Юда Шмельке (Schmelke Juda), пізніше відомий як Еміль Берґнер (нім. Emil Bergner), та Сара Вагнер (нім. Sara Wagner), пізніше відома як Сара Берґнер (нім. Sara Bergner). Родина емігрувала до Австрії, коли Елізабет була ще дитиною.
Навчалася у Віденській консерваторії. На сцену вийшла в 15 років в Інсбруку. А коли упевнилася остаточно у своєму призначенні, вирушила до столиці, Відня. Починала як модель для художників, потім позувала виключно в майстерні відомого скульптора Вільгельма Лембрука. Останній закохався в неї, але вона не відповіла взаємністю, і, щоб не ускладнювати ситуацію, раптово залишила Австрію, виїхавши до Німеччини.
Почала все спочатку: Мюнхен, Цюрих, потім Берлін. Тут нарешті досягла успіху, блискуче граючт в спектаклях «Святий Іоанн», «Фройляйн Ельза», «Аріан».
У першій половині XX ст. в театру з'явився серйозний суперник — кіно. Вже 1923 року Бергнер знялася у своєму першому фільмі. В Берліні одружилася з кінорежисером Паулем Циннером (1890–1969). 1924 року знялася в його стрічці «Ню».
Мелодраматичні фільми з участю Бергнер імпонували глядачам, які бачили реалії передвоєнної Європи. До Бергнер прийшли популярність, слава і матеріальне благополуччя.
1928 року Бергнер гастролювала країнами Європи. 1932-го вступила до трупи віденського театру «Раймундтеатру». Коли в Німеччині до влади прийшли нацисти, перебралася з чоловіком до Парижа, потім до Лондона. Грала тут у театрах «Аполло» та «Його величність».
Підкоривши Європу, вирушила до США. Там познайомилася з прозаїком Ремарком, який взяв участь у роботі над сценарієм (удосконалював діалоги) нового фільму з участю Бергнер.
Друга світова війна закінчилася, але до Німеччини Бергнер повернулася лише 1954 року. Вона грала в театрі, знімалась у кіно. 1970 року Бергнер спробувала сили в кінорежисурі. Останній раз вона вийшла на театральну сцену 1973 року. Через два роки знялася у фільмі кінорежисера Кшиштофа Зануссі «Нічна варта».
Упродовж кіноакторської кар'єри Бергнер мала успіх в стрічках «Мрійливі вуста», «Катерина Велика», «Ніколи не залишай мене», «Як вам це сподобається», «Вкрадене життя», «Говорить Париж». 1979 року одержала премію Ернста Любітця, 1982 — премію Елеонори Дузе. Номінувалася на премію «Оскар» (1934, фільм «Катерина Велика»).
Після смерті Елізабет Бергнер (1986) вийшли її мемуари.
Про неї залишила захоплені спогади одна з найяскравіших зірок Голівуду Марлен Дітріх (опубліковані в книжці мемуарів «Роздуми»):
| Елізабет Бергнер — ідол тисяч і мій кумир тих давніх років, до „Блакитного ангела“… я завжди хвилювалась, зустрічаючись з нею. Спробую пояснити. Інколи зустрічаєш деяких людей і доводиться просто боротися зі страхом — настільки діє на тебе привабливість особистості та імені. Зі мною це ставалося багато разів. А якщо до того ж та знаменитість ще й дуже велика акторка, стає ще страшніше. Поява Бергнер в Берліні в кінці 1920 року стала якнайбільшою сенсацією. Вона була вже тоді визнаною королевою європейських сцен, тою, яку „часто копіювали, але чиєї досконалості ніколи не досягали“. Вона була подібна до духу — просто „Бергнер“. Коротке волосся і „локон Бергнер“ на лобі — це була мода того часу. Вона володіла німецькою у власній манері — акцент на зовсім неочікуванім складі. Вона гралася з публікою, зачаровувала її до нестями. Набагато пізніше, зустрічаючись у Голівуді, в Англії, ми подружилися… |

### Ремарка
Справжнє прізвище акторки - Еттель. Народилася в сім’ї місцевого торгівця Еміля Еттеля. Переїзд до Відня спонукав її змінити прізвище на «більш німецьке». Період життя в рідному місті обіймає лише ранні її роки і сама Елізабет не виступає безпосереднім творцем культурного середовища Дрогобича, але є активним репрезентантом культурної сфери міста за кордоном. Cучасне опитування у Великобританії постановило Берґнер у двадцятку найкращих акторів своєї епохи, серед таких імен, як Клар Ґейбл, Ґері Купер, Бетт Девіс і Кетрін  Хепберн. [Бурий А. Елізабет – яку обожнювали і кляли. // Альтернативи, 2011. – №4-5. – С. 25-26.]

## Фільмографія
- Ню (1924)
- The Fiddler of Florence (1926)
- Doña Juana (1927)
- Fräulein Else (1929)
- Ariane (1931)
- Dreaming Lips (1932)
- The Rise of Catherine the Great (1934)
- Escape Me Never (1935)
- 1936 — Як вам це сподобається / As You Like It
- Dreaming Lips (1937)
- Stolen Life (1939)
- 49th Parallel (1941)
- Paris Calling (1941)
- Strogoff (1970)
- Cry of the Banshee (1970)
- High Society Limited (1982)